# Rubus ostumensis
Rubus ostumensis är en rosväxtart som beskrevs av A. Molina. Rubus ostumensis ingår i släktet rubusar, och familjen rosväxter. Inga underarter finns listade i Catalogue of Life.